# Gina Presgott
Gina Presgott (* 13. Oktober  1924 in Berlin; † 26. September 1985 in Ost-Berlin) war eine deutsche Schauspielerin.

## Leben
Gina Presgott wurde als Tochter eines Steinsetzers und einer Stenotypistin in Berlin-Neukölln geboren. Die Mutter musste zur Pflege des Kindes ihren Beruf aufgeben und verdiente fortan ihr Geld mit Heimarbeit als Näherin. Als Gina drei Jahre alt war, verstarb ihr Vater. Bereits mit acht Jahren wurde sie mit Hilfe ihrer Lehrerin vom Rundfunk entdeckt und hatte dort regelmäßig ein bis zwei Auftritte pro Woche. Weiterhin synchronisierte sie als Kind mehrere ausländische Filmrollen. Auch im Schülertheater spielte sie einige Hauptrollen. Für den Besuch einer Schauspielschule hatte die Familie aber kein Geld.
Nach der Mittleren Reife und einem Jahr Höhere Handelsschule begann Gina Presgott beim Rundfunk als Stenotypistin zu arbeiten. Nach 1945 war sie ein halbes Jahr als Schulhelferin beschäftigt, bis sich der Rundfunk wieder meldete. Bald kam auch der Film und der Regisseur Alfred Braun gab ihr 1949 eine der Hauptrollen in Mädchen hinter Gittern. Der Berliner Rundfunk gab ihr die Möglichkeit, mit Betriebs- und Dorfabenden sich weiter zu festigen. Auch galt jetzt dem Kabarett das Hauptaugenmerk. Über das Hajo-Kabarett, Die lachenden Erben, die Kurbel und das Kabarett Kleine Bühne kam sie zum Kabarett-Theater Distel, dessen Gründungsmitglied sie war und dem sie über sechs Jahre angehörte. Bekannt wurde sie auch durch die regelmäßige Sendung „Sieben bis Zehn – Sonntagmorgen in Spreeathen“, in der sie der Frieda ihre Stimme gab. Außerdem ist sie auf verschiedenen Schallplatten-Labeln der DDR als Sängerin und Sprecherin verewigt.
In den 1950/1960er Jahren war Gina Presgott mit dem Schriftsteller Lothar Kusche verheiratet.

## Filmografie
- 1949: Mädchen hinter Gittern
- 1951: Das Beil von Wandsbek
- 1955: Ernst Thälmann – Führer seiner Klasse
- 1961: Steinzeitballade
- 1962/1990: Monolog für einen Taxifahrer (Fernsehfilm)
- 1963: Karbid und Sauerampfer
- 1967: Hochzeitsnacht im Regen
- 1967: Turlis Abenteuer (Sprecherin)
- 1970: Jeder stirbt für sich allein (Fernsehfilm, 3 Teile)
- 1986: Startfieber

## Theater
- 1948: Jugend soll es besser haben – Regie: Günter Puppe (Kabarett: Die lachenden Erben, Berlin)
- 1950: Kleine Fische – Regie: Hans-Joachim Keller (Hajo Kabarett-Bar, Berlin)
- 1953: Hurra, Humor ist eingeplant – Regie: Joachim Gürtner (Kabarett-Theater Distel, Berlin)
- 1954: Mensch, fahr richtig! – Regie:Joachim Gürtner (Kabarett-Theater Distel, Berlin)
- 1954: Wegen Renovierung geöffnet – Regie: Robert Trösch (Kabarett-Theater Distel, Berlin)
- 1955: Keine Ferien für den lieben Spott – Regie: Heinrich Fratzer (Kabarett-Theater Distel, Berlin)
- 1955: Himmel, Marsch und Wolkenbruch – Regie: Wolfgang E. Struck (Kabarett-Theater Distel, Berlin)
- 1955: Wer einmal in den Fettnapf tritt – Regie: Ernst Kahler (Kabarett-Theater Distel, Berlin)
- 1956: Wem die Jacke passt… - Regie: Distel-Kollektiv (Kabarett-Theater Distel, Berlin)
- 1956: Oh, du geliebtes Trauerspiel – Regie: Ernst Kahler (Kabarett-Theater Distel, Berlin)
- 1957: Wenn die kleinen Kinder schlafen – Regie: Joachim Gürtner/Erich Brehm (Kabarett-Theater Distel, Berlin)
- 1957: Wohin rollst du, Erdäpfelchen – Regie: Wolfgang E. Struck (Kabarett-Theater Distel, Berlin)
- 1958: Blick zurück nach vorn – Regie: Wolfgang E. Struck (Kabarett-Theater Distel, Berlin)
- 1958: Michail Soschtschenko/Walentin Katajew: Sowjetische Satiren – (Volksbühne Berlin – Theater im 3. Stock)
- 1958: Kein Platz für milde Satire – Regie: Otto Tausig (Kabarett-Theater Distel, Berlin)
- 1959: Der verborgte Ehemann und andere sowjetische Satiren (Volksbühne Berlin – Theater im 3. Stock)
- 1959: Berlin ist, wenn man trotzdem lacht – Regie: Distel-Kollektiv (Kabarett-Theater Distel, Berlin)
- 1961: Günter Weisenborn Die Illegalen (Wirtin) – Regie: Ernst Kahler/Horst Drinda (Deutsches Theater Berlin – Kammerspiele)
- 1965: Bis hierher und so weiter – und noch ein Stück weiter – Regie: Erich Brehm (Kabarett-Theater Distel, Berlin)

## Hörspiele
- 1946: Max Frisch: Nun singen sie wieder. Versuch eines Requiems (Der Bub) – Regie: Theodor Mühlen (Hörspiel – Berliner Rundfunk)
- 1948: Berta Waterstradt: Während der Stromsperre – Regie: Hanns Farenburg (Hörspiel – Berliner Rundfunk)
- 1949: Curth Flatow: Beinahe friedensmäßig – Regie: Ivo Veit (Hörspiel – RIAS Berlin)
- 1954: Alf Scorell/Kurt Zimmermann: Der Wundermann (Edeltraut Meincke) – Regie: Hans Busse (Hörspiel – Rundfunk der DDR)
- 1955: A. G. Petermann: Die Premiere fällt aus (Ahlmann, Bühnenbildnerin) – Regie: Herwart Grosse (Kriminalhörspiel – Rundfunk der DDR)
- 1960: Käte Seelig: Liebe, Tratsch und Treppensteigen (Frau Berner) – Regie: Detlev Witte (Hörspiel – Rundfunk der DDR)
- 1961: Käte Seelig: Wie es ihm gefällt – Regie: Helmut Hellstorff (Hörspiel – Rundfunk der DDR)
- 1962: Manfred Bieler: Karriere eines Klaviers – Regie: Werner Grunow (Rundfunk der DDR)
- 1963: Alfred Döblin: Berlin Alexanderplatz – Regie:Hans Knötzsch (Hörspiel – Rundfunk der DDR)
- 1964: Heinz von Cramer: Die Ohrfeige – Regie: Hans Knötzsch (Rundfunk der DDR)
- 1964: Georg W. Pijet: Mietskaserne – Regie: Fritz-Ernst Fechner (Hörspiel – Rundfunk der DDR)
- 1966: Herribert Schanke: Dritabse (Erzählerin) – Regie: Maritta Hübner (Kinderhörspiel – Rundfunk der DDR)
- 1966: Nikolai Nossow: Nimmerklug im Knirpsenland (Nimmerklug) – Regie: Ingeborg Milster (Kinderhörspiel (3 Teile) – Rundfunk der DDR)
- 1966: Siegfried Pfaff: Detektiv Martin: Es spukt im Knusperhaus (Erzählerin) – Regie: Manfred Täubert (Kinderhörspiel – Rundfunk der DDR)
- 1967: Jacob Grimm/Wilhelm Grimm: Der gestiefelte Kater – Regie: Maritta Hübner (Kinderhörspiel – Rundfunk der DDR)
- 1972: Karl Hermann Roehricht: Private Galerie – Mitautor und Regie: Günther Rücker (Rundfunk der DDR)
- 1981: Peter Gauglitz: Drei Schweizer Uhren (Frau Piepenzahl) – Regie: Wolfgang Brunecker (Hörspielreihe: Fälle des Kriminalanwärters Marzahn – Rundfunk der DDR)

## Synchronisationen
| Film                            | Jahr                      | Rolle            | Darsteller       |
| ------------------------------- | ------------------------- | ---------------- | ---------------- |
| Frau ohne Gewissen              | 1944                      | Lola Dietrichson | Jean Heather     |
| Frauen im gefährlichen Alter    | 1949                      | Monica           | Peggy Cummins    |
| Staatsgeheimnis                 | 1950                      | Lisa             | Glynis Johns     |
| La Strada – Das Lied der Straße | (1954) 1961 (DDR-Synchro) | Gelsomina        | Giulietta Masina |